# Kaulmabarahachaur
Kaulmabarahachaur – gaun wikas samiti w zachodniej części Nepalu w strefie Gandaki w dystrykcie Syangja. Według nepalskiego spisu powszechnego z 2001 roku liczył on 487 gospodarstw domowych i 2340 mieszkańców (1323 kobiet i 1017 mężczyzn).